# Enderova hra
Enderova hra (nebo také cyklus Enderovy hry) je vědeckofantastická knižní série Orsona Scotta Carda. Zahájila ji v roce 1977 povídka Enderova hra, v 80. letech přepracovaná do stejnojmenného románu. V současnosti (v roce 2022) ji tvoří deset románů a několik povídek. Jak Enderova hra, tak jeho pokračování Mluvčí za mrtvé získaly ceny Hugo i Nebula a staly se nejvýznamnějšími sci-fi knihami roku 1986. I ostatní díla cyklu byla nominována na významné literární ceny. Jde o cyklus paralelních děl, poslední z nich psal Orson S. Card v úzké interakci s fanoušky, kteří mu prostřednictvím jeho webu poskytovali návrhy, vodítka a časové osy k novým propojením příběhů.

## Charakteristika
Hlavními hrdiny cyklu jsou většinou geniální děti, pro své mimořádné schopnosti vybrané a vychovávané lidstvem jako budoucí vojevůdci. Osudy některých z nich sledujeme až do jejich dospělosti.
Cyklus se odehrává v budoucnosti a začíná v době, kdy lidstvo čelí nebezpečí naprostého vyhlazení od mimozemské civilizace zcela neantropomorfních bytostí, připomínajících hmyz, které lidé nazývají „termiťané“ nebo (zvláště děti) „termiťáci“ či „hmyzáci“ (v originále „Formics“ a „Buggers“). Zprvu jde o budoucnost blízkou (v prvním díle např. ještě existuje Varšavská smlouva, později ji Orson S. Card označuje „Nová Varšavská smlouva“,) ale přesný rok není nikdy uveden, jakkoliv se od něj odvíjí množství různých časových a věkových údajů v celém díle. Později, především kvůli práci na filmovém scénáři a midquelech, bylo datum první invaze termiťanů stanoveno na rok 2055. Sám Orson S. Card vzhledem k rozsahu díla navrhuje, aby čtenáři drobné rozpory brali podobně jako rozpory v historických knihách, tedy jako alternativní výklad.
Cyklus je v osobě Endera (díky paradoxu dvojčat z teorie relativity) doveden až do budoucnosti vzdálené mnoho tisíc let od svého počátku, kdy lidstvo kolonizuje galaxii a poznává další mimozemské civilizace.

Celé dílo je postaveno především na popisu a zkoumání psychologie a strategie sociálních, mocenských, politických a vojenských konfliktů, počínaje skupinami malých dětí, přes národy, státy až ke zcela rozdílným civilizacím, u nichž probíhala evoluce naprosto odlišnými cestami. Zabývá se také otázkami oprávněnosti manipulace s jedincem i různými komunitami v zájmu tzv. „vyšších cílů“.
Jde o výrazně epické dílo, s prvky thrilleru a emocionálně vypjatými místy, s popisy mnoha osobních soubojů i velkých bitev, vedených na Zemi, ve vesmíru i ve virtuálních světech a s důrazem na úlohu a schopnost jedinců proměňovat běh dějin, pokud racionálně i intuitivně dokáží ovládnout pravidla hry.
Orson S. Card také v díle přichází několika originálními teoriemi, např.:
1. Velmi filozoficky propracovaná, takřka „fyzikální“ teorie „filotů“, trochu připomínající teorii superstrun, která je vlastně jakousi fantastickou „teorií všeho“ a která umožňuje nejen cestování nezávislé na rychlosti světla, ale de facto líčí Vesmír jako oduševnělé propojení alternativních světů.[15]
2. Čtyřstupňová teorie cizosti:[16]
  1. utlanning – cizinec, člověk z našeho světa
  2. framling – cizinec, kterého uznáváme jako lidskou bytost, ale z jiného světa
  3. raman – cizinec, kterého akceptujeme stejně jako lidskou bytost, ale je jiného druhu
  4. varelse – cizinec, s nímž není možná komunikace, nedá se odhadnout, jakými pohnutkami se jeho chování řídí a nemáme ani možnost se to dozvědět

## Cyklus Enderovy hry
V současnosti tvoří dílo dva hlavní paralelní příběhy – Enderova sága a Stínová série. Jde o deset románů a několik povídek.

## Enderova sága
Hlavními postavami ságy jsou Andrew Wiggin, zvaný Ender, dále pak jeho sestra Valentine a jejich bratr Petr.

### Enderova hra
První vydání: 1985. Ceny: Hugo, Nebula

### Mluvčí za mrtvé
První vydání: 1986. Ceny: Hugo, Nebula, Locus
Tři tisíce let po Enderově hře žije na planetě Lusitania přísně katolicky zaměřená lidská kolonie (vesměs hovořící portugalsky), která se nemůže dále rozvíjet, neboť se zjistilo, že místní živočišný druh, pequeninové, hovorově zvaní „prasečíci“, jsou inteligentní bytosti se svébytnou a nepochopitelnou, z lidského hlediska však primitivní kulturou. Po tragických zkušenostech lidstva s vyhlazením termiťanů, které je nyní vnímáno jako strašlivý čin a nazýváno xenocida, nesmí s pequeniny komunikovat nikdo vyjma několika xenologů, odborníků na kontakt s cizími druhy. O komunikaci ani kolonisté nejeví zájem, neboť se po přistání všichni nakazili nezničitelným lusitanským virem s obrovskou mutagenní schopností, tzv. „descoladou“, a ti, co epidemii přežili, žijí jen díky stále novým lékům, které musí pravidelně brát, není však jisté, že nové léky budou vynalézány donekonečna.
Hlavní xenolog Pipo i jeho syn Libo pequeniny studují a naváží s nimi až přátelské vztahy, nečekaně je však Pipo pequeniny brutálně umučen k smrti. Tajemství jeho smrti rozluští jen mladá xenoložka Novinha, ale protože miluje Liba a domnívá se, že by ho tato znalost mohla ohrozit, odmítá ho komukoliv prozradit. Aby Libovi zabránila v přístupu ke svým souborům, který by jako její manžel získal, vdá se raději za nemocného a neoblíbeného Marcaa, který tyranizuje ji i rodinu, kterou spolu mají, a který po několika letech umírá. Libo však nakonec tajemství odhalí a přesně, jak Novinha předpokládala, je prasečíky zavražděn.
Za Liba i další mrtvé přijíždí pronést řeč mluvčí za mrtvé – Ender. Jeho působení zcela promění život Novinhy (do které se zamiluje), její rodiny a poté, co naváže kontakt s pequeniny, i celé planety.
Do hry vstupuje i Jane – umělá inteligence, vzniklá v počítačových sítích, jimiž spolu lidstvo komunikuje napříč vesmírem nadsvětelnou rychlostí prostřednictvím tzv. „filotických hlásek“. Jde o technologii, kterou lidstvo získalo od poražených termiťanů a i když ji využívá, její princip samo ještě dost dobře nechápe. Jediný, kdo o existenci „Jane“ ví, je Ender.
Enderovi se podaří díky svým mimořádným schopnostem empatie a komunikace pochopit kulturu i způsob existence pequeninů a domluvit se s nimi. Zjistí, že pequeninové mají více forem existence a jedna z nich je schopná „filoticky“ komunikovat i s termiťany. Ti sice byli vyhubeni, ale Ender u sebe nosí kokon Královny úlu a je jen na něm, zda a kde se rozhodne termiťany znovu oživit. Nakonec se dohodne s pequeniny, kteří vidí v termiťanech příležitost k získání znalostí, jež jim lidé odmítají předat, Královna úlu na Lusitanii ožívá a začíná se rozmnožovat. Termiťané povstávají z mrtvých.
Neobvyklé události z Lusitanie však upoutají pozornost Hvězdného kongresu. Když kolonisté odmítají opustit planetu a začnou s pequeniny spolupracovat, dostane navíc Kongres strach, že by se pequeninové mohli díky lidským technologiím vydat do vesmíru a lidstvu by hrozilo vyhynutí, neboť by s sebou všude nesli v konečném důsledku smrtící virus descolady. Proto Kongres vysílá k Lusitanii bojovou flotilu, nesoucí na palubě i tzv. „Malého Doktora“, smrtící zbraň, schopnou zničit jedním úderem celou planetu.
Ender teď bojuje za záchranu několika druhů inteligentních bytostí najednou – lidí z Lusitanie, pequeninů, termiťanů i umělé inteligence „Jane“, kterou by se jistě lidé, pokud by se o ní dozvěděli, rozhodli zničit také. Navíc je zapojen i do řešení dalšího problému – viru smrtící descolady.

### Xenocida
První vydání: 1991. Ceny: nom. Hugo
Na světě Cesty, planetě osídlené čínskými kolonisty, udržujícími tradiční čínskou kulturu, žijí Chan Fej-cu a jeho dcera Čching-čao, lidé obdaření neobyčejnou genialitou, ale také trpící těžkou obsedantní neurózou. Na Cestě je však tato nemoc považována za Oslovení božstvy a její nositelé jsou uctíváni jako světci. Chan Fej-cu i Čching-čao jsou využíváni Hvězdným kongresem k práci na odhalení, proč bylo přerušeno filotické spojení mezi vojenskou flotilou, mířící k Lusitanii, a Kongresem. Důvodem je „Jane“, která kontroluje tok informací tak, aby flotila nemohla obdržet povel ke zničení planety.
Na Lusitanii zatím termiťané a pequeninové budují kosmické lodě, které mají zachránit jejich druhy před xenocidou, pokud by flotila svrhla na planetu „Malého Doktora“. Lusitanští kolonisté pak zoufale hledají, jak vyřešit ve svých laboratořích problém descolady, protože doufají, že by to mohlo odvrátit Kongres od vypálení bomby.
Smrtelná ohrožení jsou zdrojem řady konfliktů nejenom mezi lidmi, ale i mezi lidmi a pequeniny, a začíná docházet k násilnostem, při nichž umírají vzácní a milovaní lidé, například Novinhin syn Quim.
Ender za cenu obrovské osobní oběti, kdy musí usmrtit přítele, uzavírá mírovou smlouvu mezi všemi třemi druhy místních bytostí. Nebezpečí ze strany Hvězdného kongresu však stále trvá.
Umělá inteligence „Jane“ společně s Enderem, Mirem a Královnou úlu spatřují řešení ve filotické struktuře vesmíru, jejíž pochopení by umožnilo cestování nadsvětelnými rychlostmi a tedy záchranu všech lusitanských obyvatel, ať už lidí či mimozemšťanů. Ale sama „Jane“, jediná bytost, která je schopna tento sen uskutečnit, je ohrožena, neboť Chan Fej-cu a Čching-čao se blíží jejímu odhalení a pokud by Hvězdný kongres vypnul počítače filotických „hlásek“, znamenalo by to pro „Jane“ zánik, neboť její osobnost je na této struktuře závislá.
Následně se mezihvězdný „skok“ podaří uskutečnit, ale se spoustou nečekaných důsledků. Invalidní Novinhin syn Miro se sice takřka zázračně uzdravuje, ale Enderova osobnost vytváří v paralelním vesmíru ze svého podvědomí dvě nové bytosti – kopii svého dávno mrtvého bratra Petra a mladičkou kopii stále ještě žijící, ale již zestárlé sestry Valentine.
A ačkoliv se povede Chan Fej-cu přesvědčit, že byl Hvězdným kongresem zneužíván a že jeho planetě je již celá desetiletí utajována existence léku proti obsedantnímu vykonávání jejich „božských“ rituálů, jeho dcera odmítá popřít svou víru v „mandát nebes“, který dle jejího názoru Hvězdnému kongresu patří, a vypnutí „Jane“ i bitevní loď Hvězdného kongresu s „Malým Doktorem“ se neúprosně blíží.

### Děti ducha
První vydání: 1991
Stárnoucí Ender, trpící odloučením od Novinhy, který je navíc vyčerpáván zvláštním filotickým spojením mezi jím zhmotněnými „novými“ sourozenci Petrem a Valentine, odchází do kláštera, kam se uchýlila jeho žena Novinha po tragické smrti syna Quima a snaží se přizpůsobit prostému a jednoduchému životu „v čistotě těla i ducha“.
Jeho iniciativu pro záchranu umělé inteligence „Jane“ přebírají Novinhin syn Miro, pro něhož se v době, kdy byl tělesně postižený, stala „Jane“ duchovním alter egem, a nový Petr s Wang-mu, bývalou služkou Čching-čao. Miro a „Jane“ evakuují obyvatelstvo Lusitanie a zároveň hledají pomocí mezihvězdných „skoků“ domovskou planetu viru descolady. Petrovi a Wang-mu se pak podaří na planetě Pacifika domluvit jakési „zazálohování“ základních informací „Jane“, ale problém jak zachránit filotickou podstatu její „osobnosti“ to ještě neřeší.
Ender je čím dál vyčerpanější a pak upadá do jakéhosi kómatu. Také nová Valentine je zvláštní, jakoby čím dál vyprázdněnější bytostí. Enderovo tělo se blíží smrti a jeho mysl se snaží uzurpovat si tělo nového Petra nebo nové Valentine. Petrova osobnost je však příliš silná a ve Valentinině spatřují mnozí možnost, jak uchovat podstatu „Jane“. To by však znamenalo Enderovu smrt. Příběh se blíží ke svému finále.
Děti ducha jsou faktickým uzavřením celého cyklu Enderovy hry.

### První setkání
České vydání obsahuje čtyři novely:

#### Polský chlapec
První vydání: 2002
Příběh Enderova otce Paula, který je jedním z devíti dětí v katolické polské rodině. Je krátce po druhé invazi, v Polsku je chudoba, platí zákony o kontrole porodnosti a devět dětí znamená sankce v tom, že rodina je ostrakizovaná a děti nemohou dostat dobré vzdělání.
Důstojníci z Bitevní školy zjistí, že malý Paul má zcela ojedinělé výsledky testů a chtějí ho naverbovat. Paul odmítá. Po vytrvalém nátlaku však udělá důstojníkům nabídku: pokud celou rodinu usídlí v USA, kde se přece jen daří lépe, a pokud všem jeho sourozencům zajistí možnost dobrého vzdělání, bude o jejich nabídce uvažovat.
Nakonec armáda souhlasí. Paul je odhodlán je podvést a do Bitevní školy nenastoupit. Jenže důstojníci uvažují v širších souvislostech. Nejde jim už o Paula. Počítají s tím, že s trochou štěstí se setkají se stejnými schopnostmi u jeho dětí. A pak si vyberou svou daň.

#### Obtížný student
První vydání: 2003
Příběh seznámení Enderova otce Paula s jeho budoucí matkou Terezou na americké univerzitě. Oba spojuje především odpor proti režimu Hegemonie, který byl na zemi nastolen po druhé invazi. Oba mají názory, které jim velmi problematizují studium i kariéru. Ale právě tyto názory je sblíží, zamilují se do sebe a oba touží mít co nejvíce dětí, bez ohledu na zákony. Žertem narazí i na téma, jestli setkání dvou tak inteligentních a originálních lidí nezorganizovala Kosmická flotila jen proto, aby jim pak mohla vzít to, co je pro ně už teď nejdůležitější – jejich děti. Ale dojdou k názoru, že sebe sama i flotilu přece jen příliš přeceňují.

#### Enderova hra
První vydání: 1977. Ceny: nom. Hugo
Původní znění Cardovy novely, než je rozepsal do románu.

#### Investiční poradce
První vydání: 1999
Ender po letech cestování ve vesmíru přilétá na planetu Sorelledolce a protože dosáhl dvaceti let, má právo se ujmout svého „svěřeneckého fondu“. Od bitvy s termiťany uběhlo již 400 let a protože Enderovy finance byly dobře spravovány, zjišťuje, že je neuvěřitelně bohatý.
Místní finanční úředník se ho pokusí o peníze připravit, ale Enderovi se skrze počítač představuje „investiční poradce“, jakýsi nesmírně dokonalý počítačový program, který si říká „Jane“. Ender postupně zjišťuje, že se jedná již nikoliv jen o program, ale o jakousi zvláštní umělou bytost, schopnou samostatného uvažování.
S její pomocí se mu povede nejen ochránit své investice před finančním žralokem, ale získá i nového společníka pro své cesty vesmírem.

### Válka o dárky
První vydání: 2007
Velmi krátký román se odehrává v době Enderova příchodu do Bitevní školy, kde je zakázáno praktikování či vyjadřování jakýchkoliv náboženských vyznání i slavení jakýchkoliv svátků včetně vánočních.
Chlapec Zeck, syn fanatického pastora jedné pozemské církve, který se ostentativně nezúčastňuje školních „bitev“, neboť je to proti pravidlům jeho vyznání, udá dva holandské chlapce za to, že si dali tajně do punčoch „sinterklassovské“ (mikulášské) dárečky (vlastně jen vtipné básničky, děti v Bitevní škole u sebe neměly nic, co nebylo z hlediska armády nutné). Zeck argumentuje tím, že jde o praktikování náboženské víry a že mají být buď potrestáni, nebo musí být povoleno praktikování všech náboženských vyznání, ať už jsou jakákoliv.
Vedení Bitevní školy trvá na svých zákazech, ale ve skutečnosti si neví se situací rady, neboť ostatní děti začínají Zecka za jeho udavačství ostrakizovat.
Řešení nachází až Ender, který po krátké potyčce v osobním rozhovoru se Zeckem odkrývá kořeny Zeckova fanatismu a pomáhá mu nahlédnout i jeho komplikovaný vztah k osobě tyranského otce.

## Stínová série
Stínová série je souborem románů paralelních k Enderově sáze.
Hlavními hrdiny série jsou Enderovi spolužáci z Bitevní školy, až na výjimky členové týmu, s nimiž Ender porazil civilizaci termiťanů. Jsou to především Fazolek (později Julian Delphiki) a Petra Arkanianová. Hlavním antihrdinou ságy je Achilles Flanders.

### Enderův stín
První vydání: 1999
Enderův stín je paralelním románem, v němž jsou obsaženy mnohé děje románu Enderova hra, vyprávěné ovšem z pozice jiné postavy, která je v původní knize jenom okrajová.
Jejím hlavním hrdinou je Fazolek (v originále Bean), jinak bezejmenný a bezprizorný chlapec, vyrůstající v ulicích nejubožejší čtvrti Rotterdamu, kde kvete zločin a prostituce a kde mezi sebou bojují dětské gangy o zbytky jídla z kontejnerů a o přístup do charitativních vyvařoven. Je přibližně sedmdesát let po druhé invazi a lidstvo investuje všechny prostředky do příprav na finální bitvu s mimozemšťany.
Teprve čtyřletý Fazolek, jehož původ je naprosto záhadný a který se na ulicích objevil už jako batole, by v takovém prostředí měl správně být už dávno po smrti. Je však zcela zvláštním dítětem, s mimořádnou rychlostí vývoje, mimořádnou inteligencí a mimořádnou vůlí přežít.
Proto se mu povede proniknout do party malých dětí a do jejich čela prosadit staršího chlapce Achilla, který je sice zcela sobecké a psychicky zvrácené dítě, ale zajistí partě přístup do charitní vývařovny, neboť díky Fazolkovi pochopí, že mu to získá také určité výhody. Achilles nezná vděčnost a ve skutečnosti touží zabít každého, kdo ho někdy viděl v úzkých, byť mu i pomohl.
Fazolek se brzy stává svědkem Achillovy vraždy nevinné holčičky Poke, bývalé vůdkyně party a uvědomuje si, že jde o život i jemu. Naštěstí si ho povšimne jeptiška Carlotta, která z náboženských důvodů pomáhá Kosmické flotile vyhledávat vhodné děti pro Bitevní školu.
Výjimečně inteligentní Fazolek zvládne testy jako nikdo před ním a tak se mu povede uniknout před bídou i nebezpečím smrti do vesmíru a postupně se stává jedním z nejlepších adeptů Bitevní školy a členem Enderovy družiny, i přesto, že učitelé jsou z něj nervózní, neboť vždy jedná jen podle svého a dokonce získává i informace, které se důstojníci snaží před dětmi utajit.
Do vojenského programu je však nečekaně vybrán i Achilles a Fazolkovi je jasné, že je opět v ohrožení života. Vymyslí však dokonalý plán, který donutí Achilla přiznat se ke všem vraždám, které již stačil spáchat a Achilles je tak odvezen zpátky na zem a zavřen do psychiatrické kliniky.
V závěrečné bitvě s termiťany se Fazolek stává Enderovým stínem, chlapcem, ve kterého jsou skládány největší naděje, pokud by Ender selhal. Bitva je však vítězná.
Na Zemi zatím sestra Carlotta pátrá po tajemství Fazolkova původu a zjistí, že se pochází z nevyužitého a poté zcizeného embrya, které však bylo uměle geneticky modifikováno. Vyvstává tak řada morálních dilemat a otázek, nakolik je Fazolek ještě člověkem a nakolik již příslušníkem nového druhu jakýchsi superinteligentních nadlidí.

### Hegemonův stín
První vydání: 2001
Kromě Endera se ostatní děti z Bitevní školy vrací na Zemi. Ocitají se v paradoxní situaci. Jsou oslavovanými a uctívanými stratégy, vítězi největší bitvy v lidské historii, ale zároveň dětmi, Fazolkovi je například teprve deset let. Vracejí se k rodičům, s nimiž se citově odcizily, hledají své místo v „normální“ lidské společnosti. Zároveň jsou v ohrožení. Poté, co zmizelo nebezpečí, ohrožující celé lidstvo, propukají opět šarvátky mezi jednotlivými státy a některé z armád by chtěly využít geniálních dětí k vypracování nových válečných plánů.
Kosmická flotila sice stále udržuje určité status quo, takže není možné vést války za použití jaderných zbraní a balistických střel, ale možnost vést války konvenčními prostředky je zcela otevřená. Bývalý mentor dětí z Bitevní školy, plukovník Graff, dnes ministr pro kolonizaci jiných planet, se sice snaží svým bývalým žákům pomáhat, ale vše musí dělat jen tajně, neboť nemá právo oficiálně zasahovat do pozemských záležitostí.
Patnáctiletý Achilles Flanders uniká z psychiatrické kliniky a začne realizovat své sny, obsahující jednak pomstu a jednak plán na ovládnutí světa.
Ve stejné době vzrůstá na Zemi autorita šestnáctiletého Enderova bratra Petra Wiggina, který zatím jen pod pseudonymem Locke výrazně ovlivňuje celosvětové veřejné mínění.
Achilles se spojí s ruskou generalitou, povede se mu unést všechny děti z bývalé Enderovy družiny (kromě Fazolka) a soustředit je na jednom místě. Fazolkovi se podaří zorganizovat záchrannou akci a osvobodí všechny děti, kromě Petry Arkanianové, s níž Achilles prchá do Indie. Prostřednictvím indické armády donutí indické absolventy Bitevní školy, zvláště dívku Virlomi, k vypracování plánů na přepadení Barmy a Thajska. Ve skutečnosti už dávno pracuje pro Čínu.
Po staletí klidu začínají na Zemi nové války. Petr Wiggin odhaluje svou totožnost a stává se Hegemonem Země, ale jeho úřad je v té době jen nicotnou funkcí s nulovým politickým významem.
Fazolek pátrá po Petře i Achillovi, zatímco Achilles se naopak snaží zorganizovat atentát na Fazolka. Nakonec se mu povede zavraždit alespoň sestru Carlottu, ženu, která zachránila Fazolka z ulic Rotterdamu a byla jedním z nejmilovanějších lidí v jeho životě.
Fazolek osvobozuje Petru, ale Achilles opět uniká. Zároveň se Fazolek ze závěti sestry Carlotty dozvídá, že genetická manipulace, která z něj vytvořila geniální bytost, má vedlejší účinek: maličkého Fazolka čeká nekonečný růst až do doby, kdy mu kolem jeho dvaceti let selže srdce, neschopné si poradit se stále rostoucím organismem.

### Stínové loutky
První vydání: 2002
Na Zemi bují několik válečných konfliktů, především mezi Čínou a Indií. Indický odboj vede Virlomi, dívka z Bitevní školy, která ale nebyla členkou Enderovy družiny. Používá k tomu stylizaci sebe sama do jakési „bohyně skromnosti“ a získává tak neobyčejnou autoritu v celé Indii.
Petr Wiggin, oficiální Hegemon Země, jehož úřad nicméně nemá prakticky žádnou váhu, se dozvídá, že Achilles je vězněn v Číně. Rozhodne se využít jeho informačních sítí k posílení své moci, zorganizuje Achillův útěk a zaměstná Achilla ve svém úřadu.
Když se to dozví Fazolek, který dospívá a jehož vztah s Petrou Arkanianovou přerůstá z přátelství v lásku, okamžitě i s ní odchází do ilegality, protože mu je jasné, že Petr udělal osudovou chybu, a musí se přichystat na neodvratnou konfrontaci.
Na cestách Petra Fazolka přesvědčuje, aby si ji vzal za ženu, i když ví, že Fazolek během několika let zemře vinou svých zmutovaných genů. Fazolek odmítá, protože je přesvědčen, že jejich případné děti by mohly zdědit jeho genetickou poruchu a zemřít ve dvaceti letech na gigantismus. Ale vědec, který kdysi genetický experiment s Fazolkem provedl, tvrdí, že při umělém oplodnění je možné rozlišit postižená embrya od zdravých a Fazolek se nakonec nechává přesvědčit. Podstupují s Petrou umělé oplodnění a jedno z devíti embryí se Petra rozhodne donosit.
Jenže jsou podvedeni. Nejen že není žádný způsob, jak rozlišit postižená a zdravá embrya, ale navíc jsou neimplantované zárodky ukradeny a Fazolek jen o kousek unikne atentátu. Prchá i s Petrou do Damašku, kde se stal kalifem další člen Enderova týmu Alaj, pod jehož vedením se začíná sjednocovat islámský svět.
Hegemon Petr za pomoci svých rodičů Johna a Terezy na poslední chvíli zjišťuje, že Achilles prakticky infiltroval celý jeho úřad a chce Petra uvěznit a obvinit ze zpronevěry. Utíká ze Země a uchýlí se pod ochranu Kosmické flotily plukovníka Graffa. Ale i ve vesmíru je na něj chystán atentát. Nakonec se mu podaří přesvědčit Achilla, že se bude vracet na zem raketoplánem a když je sestřelen, má Petr dost důkazů, aby Achilla veřejně zdiskreditoval.
Achilles se ozývá Fazolkovi s tím, že vymění ukradená embrya za to, když mu Fazolek pomůže s útěkem. Fazolkovi je jasné, že jde o past a ve skutečnosti ho bude chtít Achilles zavraždit. Achilles předpokládá, že Fazolek není schopen situaci vyřešit, protože je sice geniální stratég, ale nemá schopnost někoho zabít v osobní konfrontaci.
Tentokrát se však mýlí. Fazolek dokáže předpovědět každý jeho krok a nakonec Achilla zastřelí. Embrya ovšem nezíská.
Petr posiluje svoji moc v úřadě Hegemona a sjednocené islámské státy zaútočí na Čínu a obsazují Indii.

### Obrův stín
První vydání: 2005
Hegemon Petr využívá složité celosvětové situace, kdy spolu válčí islámské státy, Čína a Indie. Za pomoci malé armády vedené ovšem geniálním stratégem Fazolkem se mu podaří uhasit několik menších lokálních konfliktů a vytváří federaci Free People of Earth (Svobodní lidé Země, SLZ). Ze začátku se k ní připojí jen přibližně dvacet malých zemí (mj. i Česká republika), ale vliv SLE čím dál tím více stoupá.
Plukovník Graff spolu s Mazerem Rackhamem, vítězem nad termiťany při druhé invazi, přicházejí s plánem, kterým postupně oslovují všechny bývalé děti z Bitevní školy. Jsou přesvědčeni, že dokud budou na Zemi, budou pozemské armády stále v pokušení využívat jejich génia k dobyvačným válkám a nabízejí jim tedy, aby nejschopnější z nich odletěly do vesmíru a každé zvlášť se stalo guvernérem na některé z kolonizovaných planet. Tak budou moci být využity jejich schopnosti k budování a nikoliv ke vzájemnému válčení.
Většina z nich souhlasí, ale kalif Alaj a především „bohyně“ Virlomi se staví proti a odmítají i ideu celosvětového sjednocení pod hlavičkou SLE, především z náboženských a nacionálních důvodů. Když však Alaj přestane být loutkou v rukou generálů, uvolní brutální režim v okupované Indii a snaží se dokonce reformovat islámský svět, vůdčí osobnosti islámu ho zavrhují, je donucen k emigraci a odlétá ze Země také.
Fazolkovi s Petrou se podaří vypátrat skoro všechny své děti, které nechal Achilles donosit různým ženám, až na jediné. Se třemi dětmi, které jsou postižené syndromem gigantismu, odlétá Fazolek do Vesmíru, kde jednak může sám déle přežít, a kde se také díky relativistickým rychlostem mohou jeho děti dočkat genetického objevu, který by je zachránil před předčasnou smrtí. S dalšími pěti zůstává Petra Arakaniová na Zemi a později se stává ženou Hegemona Petra Wiggina, s nímž má dalších pět dětí.
Poslední, kdo se pokusí o dobyvačnou válku je Virlomi. Nebyla však nikdy členkou Enderovy družiny a propadla velikášství a přesvědčení o vlastní božskosti. Její pokus o napadení Číny skončí totální porážkou a tak nakonec všechny geniální děti z Bitevní školy kromě Petry mizí ze Země, aby vedly osídlování jiných světů.
Petr Wiggin politicky i mocensky sjednocuje Zemi a kromě izolacionistických Spojených států se všechny lidské národy stávají jednotnou federací Svobodných lidí Země. Zajišťuje tím trvalý světový mír a dosahuje tak svého cíle stát se jedním z největších mužů v dějinách. Je také posledním Hegemonem v historii, protože SLZ už nadále nikdy nebude reprezentovat jediný člověk.
Na jedné z kolonizačních lodí odlétá do vesmíru i mladá pološílená žena, fanaticky nenávidící všechny členy Enderovy družiny a opatrující dítě, které jí bylo svěřeno k donošení a porodu, o němž je přesvědčena, že je to syn člověka, kterého obdivovala a milovala – Achilla Flanderse, z něhož chce vychovat jeho mstitele a nástupce. Jde však o posledního syna Petry a Fazolka.

## Ender ve vyhnanství
První vydání: 2008
Zatím poslední román celého cyklu je interquel a propojuje v sobě motivy Enderovy ságy i Stínové ságy. Některé jeho části byly publikovány nejdříve jako povídky v časopise Orsona S. Carda Intergalactic Medicine Show.
Kniha nejdříve zobrazuje Enderovu dvouletou cestu na planetu Shakespeare, během níž musí opět bojovat s mocenskými choutkami kapitána kosmické lodi, a poté jeho působení na planetě, kde nachází vzkaz od civilizace termiťanů – kokon s Královnou úlu. V Enderových rukách se tak ocitá možnost znovu vzkřísit vyhlazený druh.
Díky filotické komunikaci s Královnou napíše Ender knihu „Královna úlu“, v níž se snaží lidem přiblížit myšlení termiťanů a později, na žádost bratra Petra, který již dosáhl všeho čeho chtěl a který umírá, i Petrův životopis: „Hegemon“. Obě knihy se v následujících tisíciletích stanou pro lidstvo téměř posvátnými.
Po dvou letech, kdy působí Ender jako guvernér kolonie a vybuduje její základní demokratické struktury, odlétá na planetu Ganga, kde vládne vesměs indické kolonii Virlomi.
Na Ganze čeká Endera boj na život a na smrt s posledním Fazolkovým synem, který se však považuje za syna Achilla Flanderse. Je to první souboj v Enderově životě, kdy je Ender dobrovolně připraven zemřít, ale opět se ukáže jeho skvělá intuice, neboť Fazolkův syn mu nakonec nedokáže zasadit poslední smrtící ránu a přijímá krutou pravdu o svém osudu.
Ender s Valentinou pak pokračují dále v pouti napříč vesmírem i časem.

## Povídky, později zahrnuté do románů
(v češtině samostatně nevyšly)

### Ender's Stocking
(Enderova punčocha)
První vydání: 2007
Zkrácená forma (zhruba první polovina) této povídky je součástí románu Válka o dárky.

### Ender's Homecoming
(Enderův návrat)
První vydání: 2008
Tato povídka byla včleněna do děje románu Ender ve vyhnanství. Popisuje Enderovy osudy od doby vítězství nad termiťany až po odlet s kolonisty.

### A Young Man with Prospects
(Mladý muž s perspektivou) První vydání: 2007
Tato povídka byla včleněna do děje románu Ender ve vyhnanství. Popisuje příběh dívky Alessandry a její matky Dorabelly Toscanových, které prchají ze Země do nových kolonií před citovým vyděračstvím Alessandřiny babičky. Dorabella sní nejen o svobodě, ale také o mocných mužích, proto svede kapitána kosmické lodě a své dceři radí jak svést Endera. Ender jejich hru odmítne, ale nakonec Alessandře pomůže osamostatnit se a postavit se proti soustavné manipulaci své matky, která sice uprchla před babičkou do kosmu, ale její nejhorší způsoby si vzala s sebou.

### Ender in Flight
(Ender v letu)
První vydání: 2008
Tato povídka byla včleněna do děje románu Ender ve vyhnanství. Popisuje intelektuální a psychologický souboj mezi Enderem a kapitánem kosmické lodi, který zatouží stát se guvernérem nového světa namísto Endera.

### The Gold Bug
(Zlatý brouk) První vydání: 2007
Tato povídka byla včleněna do děje románu Ender ve vyhnanství. Popisuje objev hybridních tvorů, vytvořených termiťany jako biologické stroje pro těžbu kovových rud. Pro Endera to znamená nejen přiblížení se pochopení termiťanských technologií, ale i způsobu jejich komunikace. Zpracována také jako komiks.

### Gloriously Bright
(Nádherně jasná) První vydání: 1991 (Analog Science Fiction and Fact)
Tato povídka byla včleněna do děje románu Xenocida z Lusitánské trilogie. Jedná se o tu část děje, která se věnuje dívce Chan Čching-Čao (= Nádherně jasná) žijící na planetě Cesta.

## Zatím nepřeloženo
Do cyklu Enderovy hry patří i povídky, které dosud česky samostatně nevyšly:

### Mazer in Prison
(Mazer Rackham ve vězení) První vydání: 2005
Příběh Mazer Rackhama, hrdiny, který zachránil zemi při druhé invazi. Jakmile bylo po bitvě, pozemšťané se rozhodli vybudovat tak silnou flotilu, aby měli šanci v příští bitvě zvítězit jednou provždy. Rackhama vyslali na nesmyslnou cestu s obrovskou rychlostí, aby díky relativistickému efektu nezestárl, ale mohl velet vojskům v závěrečné bitvě. Rackham si však uvědomuje, že zvítězil jenom šťastnou náhodou a nikoliv proto, že by byl tak skvělý vojevůdce. Proto přeprogramuje počítač na své lodi takovým způsobem, že nad ním ztratí pozemšťané kontrolu. Donutí tím vlastně lidstvo k tomu, začít hledat nejschopnější adepty na budoucí vojevůdce a stojí tak i v pozadí vzniku Bitevní školy i jmenování Hyruma Graffa do rozhodující funkce.

### Pretty Boy
(Roztomilý hoch) První vydání: 2006
Příběh o Bonitu „Bonzo“ Madridovi (chlapci, který se později rozhodl v Bitevní škole Endera zabít), který byl od dětství zbožňované a hýčkané dítě. Jeho otec, význačný právník a španělský vlastenec se v něm přímo zhlíží a syn mu to opětuje. Když se ukáže, že je Bonzo nadějným adeptem pro Bitevní školu, nejdříve odmítá svou rodinu opustit. Pak ovšem spolu s matkou zjistí, že otec má ve městě druhý, tajný byt, kde si vydržuje milenku. Matce tato skutečnost zlomí srdce a Bonzo odchází do Bitevní školy s předsevzetím, že nikdy nebude takový jako jeho otec.

### Cheater
(Podvodník) První vydání: 2006
Příběh Han Tzu, budoucího člena Enderovy družiny a pozdějšího posledního čínského císaře, jehož otec se dostal k testům z Bitevní školy a snaží se syna připravit na testy tak, aby je udělal a měl šanci stát se jednou slavným generálem. Han Tzu otcovy plány prohlédne a protože nechce být podvodníkem, v testu schválně odpovídá na všechny otázky špatně. Další den zatknou jeho otce za přípravu podvodu. Ale když se rozhodnou chlapce pro jistotu otestovat znovu, zjistí, že je skutečně geniální dítě a do Bitevní školy patří.

## Ohlášená pokračování

### Shadows in Flight
(Stíny v letu)
Kniha byla dlouho ohlašována. V angličtině již vyšlo (leden 2012), s českým vydáním se počítalo v průběhu roku 2015, ale zatím stále nebylo realizováno.
Pátá kniha "Stínové série", navazuje na Obrův stín. Děj se věnuje především Fazolkovým dětem.
Další ohlašované pokračování je Shadows Alive. Původně mělo být součástí Shadows in Flight, ale na konec se bude jednat o samostatnou knihu, kde se má opět spojit (a snad i završit) děj Enderovy ságy i Stínové série (bude tedy navazovat jak na Shadows in Flight, tak na Děti ducha z Lusitánské trilogie).

### The Last Shadow
Opravdu dlouho očekávané zakončení, které má spojit stínovou i původní sérii. Vyšlo anglicky koncem roku 2021. Původně ohlašovaný název Shadows Alive (viz výše).

### Román o Mazeru Rackhamovi
Taktéž dlouho ohlašovaný román, o kterém nicméně panují pochybnosti, zda ho nakonec Card z koncepčních důvodů nevynechá.

## Romány bez časového ukotvení
- ohlášený román o Mazeru Rackhamovi, zatím bez názvu, možná ani nebude zveřejněn
- Mazer in Prison (Mazer Rackham ve vězení)